# Soyapango
Soyapango est une municipalité du département de San Salvador au Salvador.et la 2e ville la plus peuplée du pays après la capitale, San Salvador. Sa population est, en 2007, évaluée à 241 403 habitants.
Elle est distante de 6 kilomètres à l'est de la capitale San Salvador et de 2 kilomètres à l'ouest de la ville d'Ilopango et du lac Ilopango. Elle fait partie de l'aire métropolitaine de San Salvador dont elle occupe le deuxième rang par sa population sur les 14 municipalités.

## Géographie
La ville fait partie de l'agglomération de San Salvador, parfois appelée agglomération de San Salvador-Soyapango. Elle est située à 6 km à l'est de la capitale sur la route panaméricaine en direction de San Miguel.